# Oscaecilia polyzona
Oscaecilia polyzona é uma espécie de anfíbio gimnofiono da família Caeciliidae. Está presente na Colômbia e possivelmente no Panamá. O seu habitat natural são florestas tropicais ou subtropicais húmidas de baixa altitude, plantações, jardins rurais e antigas florestas altamente degradadas.